# جووانی براموچی
جووانی براموچی (ایتالیایی: Giovanni Bramucci; ‏۱۵ نوامبر ۱۹۴۶ – ۲۶ سپتامبر ۲۰۱۹) دوچرخه‌سوار اهل ایتالیا بود که در مسابقات کشوری و بین‌المللی در مجموع برندهٔ ۲ مدال برنز شده‌است.